# Antonio Carbajal
Antonio Felix Carbajal Rodríguez (León, 7 juni 1929 – aldaar, 9 mei 2023) was een Mexicaanse voetbaldoelman en -trainer. Hij was actief op vijf WK's, een record dat hij deelt met Lothar Matthäus, Rafael Márquez, Lionel Messi, Cristiano Ronaldo, Andrés Guardado en Guillermo Ochoa.

## Spelerscarrière
Carbajal begon zijn carrière bij Club Deportivo Oviedo. Na de Olympische Zomerspelen van 1948, waar Carbajal in de wedstrijd tegen Zuid-Korea op de bank bleef, trok hij naar Real Club España. Nadat de club zich in 1950 terugtrok uit het profvoetbal, tekende Carbajal voor Club León. Carbajal speelde zestien jaar voor deze club, goed voor twee landstitels (1952 en 1956).

### Interlandcarrière
Carbajal speelde 48 interlands voor Mexico. Hij maakte op 24 juni 1950 zijn debuut tegen Brazilië in de openingswedstrijd van het WK 1950, die Mexico met 4-0 verloor. Mexico eindigde laatste in zijn poule. Ook op het WK 1954 (één wedstrijd gespeeld) en het WK 1958 (drie wedstrijden gespeeld) volgde een roemloze aftocht. In 1962 was er een eerste succes: Mexico werd weliswaar opnieuw uitgeschakeld in de groepsfase, maar met Carbajal onder de lat boekte het zijn eerste overwinning ooit op een WK voetbal: 3-1 tegen Tsjecho-Slowakije. Carbajal brak in Chili trouwens een record door als eerste voetballer ooit aan vier WK's deel te nemen. Dat record stelde hij nog wat scherper door ook op het WK 1966 in actie te komen. Vijf voetballers evenaarden dat record later: Lothar Matthäus (van 1982 tot en met 1998), Rafael Márquez (2002 tot en met 2018), Lionel Messi (2006 tot en met 2022), Cristiano Ronaldo (2006 tot en met 2022) en Andrés Guardado (2006 tot en met 2022). Ook Guillermo Ochoa (2006 tot en met 2022) was op vijf WK's actief, maar hij speelde op de WK's van 2006 en 2010 geen minuut.
Carbajal heeft ook een tweede WK-record op zijn naam staan: hij incasseerde in zijn 11 gespeelde WK-wedstrijden 25 doelpunten. Dat record werd in 2002 geëvenaard door Mohammed Al-Deayea (Saoedi-Arabië).

## Trainerscarrière
Carbajal ging na zijn spelerscarrière aan de slag als trainer. Hij coachte onder andere Unión de Curtidores, Club León (waarmee hij tweemaal de Copa MX won), Atletas Campesinos en Monarcas Morelia. Van die laatste club was hij tien jaar trainer, van 1984 tot 1994. Hij was ook doelmannentrainer van Mexico.
Carbajal overleed op 9 mei 2023 op 93-jarige leeftijd in zijn huis in León.